# Ophioomma
Ophioomma is een monotypisch geslacht van kevers uit de familie van de kortschildkevers (Staphylinidae).

## Soort
- Ophioomma rufa Notman, 1920